# Siedem (zespół muzyczny)
Siedem – polski zespół muzyczny założony w styczniu 1997 roku w Tarnowie.
Zespół Siedem powstał z inicjatywy Damiana Rękasa, który zaprosił do współpracy laureatkę programu Zostań gwiazdą Magdalenę Piwowarczyk. W marcu 1999 roku nakładem wydawnictw muzycznych Zic Zac oraz BMG Poland ukazał się debiutancki album zespołu Siedem, promowany przez utwór „O smokach”. Singel osiągnął radiowy sukces, docierając m.in. dwukrotnie na pierwsze miejsce najczęściej granych piosenek w polskich rozgłośniach. Utwór został także soundtrackiem filmu Fuks Macieja Dutkiewicza. Drugim singlem promującym album został utwór „Zwykła rzecz (przypływ - odpływ)”, do którego nakręcono teledysk w reżyserii Yacha Paszkiewicza. W tym samym roku grupa zwyciężyła w konkursie Debiuty na XXXVI Krajowym Festiwalu Piosenki Polskiej w Opolu.
W 2001 roku zespół rozstał się ze swoją dotychczasową wytwórnią muzyczną w związku z nieporozumieniami dotyczącymi nagrywania drugiej płyty. Ostatecznie album Pomarańcze ukazał się 20 maja 2003 roku nakładem wrocławskiej wytwórni Luna Music.
W 2006 roku z inicjatywy wokalistki utworzony został zespół Mano. We wrześniu 2012 ukazała się ich pierwsza płyta, Kamienie.

## Dyskografia
| Rok  | Tytuł                                                     |
| ---- | --------------------------------------------------------- |
| 1999 | Siedem - Wydany: 1999 - Wytwórnia: BMG Poland, Zic Zac    |
| 2003 | Pomarańcze - Wydany: 19 maja 2003 - Wytwórnia: Luna Music |

| Rok                                                     | Tytuł                              | Pozycje na listach | Pozycje na listach | Album      |
| Rok                                                     | Tytuł                              | LP3                | SLiP               | Album      |
| ------------------------------------------------------- | ---------------------------------- | ------------------ | ------------------ | ---------- |
| 1999                                                    | „O smokach”                        | 36                 | 32                 | Siedem     |
| 1999                                                    | „Ostrożnie z ogniem”               | –                  | 44                 | Siedem     |
| 1999                                                    | „Zwykła rzecz (przypływ - odpływ)” | –                  | 56                 | Siedem     |
| 2003                                                    | „Pomarańcze”                       | 31                 | –                  | Pomarańcze |
| „–” oznacza, że utwór nie był notowany na danej liście. |                                    |                    |                    |            |

## Filmografia
- 1999: Fuks – wykonanie piosenki „O smokach”[3].